# 大龍峒町
大龍峒町為臺灣日治時期臺北市之行政區，在圓山町之西。戰後劃入臺北市大同區，今哈密街、酒泉街、蘭州街、迪化街二段、伊寧街及民族西路、重慶北路三段之一部均在町內，町名因大龍峒而得名，但轄域只佔大龍峒的一部分。

## 歷史沿革
1922年4月1日台北市實施町名改正，劃分出64町，相當於原來的大字的層級，部分町內再劃出若干丁目，相當於原來的小字的層級。大龍峒町包含了原大字大龍峒、牛埔、山仔腳的部分區域，而原舊大字大龍峒區域，則分散為大龍峒町、圓山町、蓬萊町與大橋町的行政管轄下。

## 町內設施
- 臺北州臺北市大龍峒公學校（1941年(昭和16年)改名為大宮國民學校、現大龍國小）
- 大橋公學校（現大橋國小）
- 圓山公學校（現蘭州國中，原大同國小遷址）
- 保安宮
- 孔廟
- 稻江醫院
- 重慶國中
- 明倫高中
- 日治時期台北市家畜市場（現址為大同區公所）

台北市家畜市場位在台北市大龍峒町61番地，屠場位在大龍峒町65番地，南北相鄰，在家畜市場交易完成後在屠場宰殺。 屠宰場設施一直到1972年8月，在全面實施現代化電動屠宰場的背景下，大龍峒屠宰場和家畜市場廢止，建物拆除，1973年原屠宰場土地興建蘭州國宅，原家畜市場後則興建為蘭州市場與大同區行政中心。 